# Hyphydrus jacobsoni
Hyphydrus jacobsoni är en skalbaggsart som beskrevs av Olof Biström 1982. Hyphydrus jacobsoni ingår i släktet Hyphydrus och familjen dykare. Inga underarter finns listade i Catalogue of Life.